# 哈恩维尔 (路易斯安那州)
哈恩维尔（Hahnville）是美国路易斯安那州圣查尔斯堂区的一个普查规定居民点，也是该堂区的区政府所在地。根据2000年美国人口普查，哈恩维尔人口为2792。